# Lukas Haas
Lukas Daniel Haas (ur. 16 kwietnia 1976 w West Hollywood) – amerykański aktor.

## Życiorys

### Wczesne lata
Urodził się w West Hollywood jako syn pisarki Emily Tracy i artysty Bertholda Haasa. Jego matka pochodziła z Teksasu, a ojciec był emigrantem z Niemiec. Wychował się z braćmi-bliźniakami: Simonem Jakowayem i Nikolaiem Johannesem. Ukończył St. Stephen's Episcopal School w Austin.

### Kariera
Został odkryty w wieku pięciu lat w jego przedszkolu przez dyrektorkę castingu Margery Simkin. Jego pierwszą rolą była postać Scottie’go  Wetherlya w filmie fantastycznonaukowym Testament (1983) o nuklearnej zagładzie z Jane Alexander i Williamem Devane. Stał się bardziej znany w 1985, gdy w wieku ośmiu lat pojawił się w Petera Weira Świadek (Witness) u boku Harrisona Forda i Kelly McGillis. Jego występ w roli Samuela Lappa, który jest jedynym świadkiem morderstwa policjanta, został dobrze przyjęty przez krytyków.
Za kreacje Ryana White w telewizyjnym dramacie biograficznym ABC Historia Ryana White’a (The Ryan White Story, 1989) był nominowany do nagrody Emmy. Pojawił się także w teledyskach „Roses” (2004) duetu hip-hopowego Outkast jako tańczący student i „Welcome to the Black Parade” (2006) grupy My Chemical Romance jako pacjent.

## Filmografia

### filmy fabularne
- 1983: Testament (The Testament) jako Scottie Wetherly
- 1985: Świadek (Witness) jako Samuel
- 1986: Zranione dusze (Shattered Spirits) jako Brian Mollencamp
- 1988: Biała dama (Lady in White) jako Frankie Scarlatti
- 1992: Alan i Naomi (Alan & Naomi) jako Alan Silverman
- 1996: Marsjanie atakują! (Mars Attacks!) jako Richie Norris
- 1999: Śniadanie mistrzów (Breakfast of Champions) jako George „Bunny” Hoover
- 2001: Zoolander w roli samego siebie
- 2005: Ostatnie dni (Last Days) jako Luke
- 2005: Kto ją zabił? (Brick) jako Pin
- 2006: Dziedziczki (Material Girls) jako Henry
- 2006: Alpha Dog jako Buzz Fecske
- 2006: Rzeź (The Tripper) jako Ivan
- 2007: Ogrodnik z Edenu (Gardener of Eden) jako Adam Harris
- 2008: Zaraz wracam (I'll be back) jako Chackie
- 2008: Niesamowici bracia Bloom (The Brothers Bloom) jako właściciel baru
- 2010: Incepcja (Inception) jako Nash
- 2011: Dziewczyna w czerwonej pelerynie (Red Riding Hood) jako ks. Auguste
- 2012: Lincoln jako pierwszy biały żołnierz
- 2012: Kontrabanda (Contraband) jako Danny Raymer
- 2013: Kroniki lombardu (Pawn Shop Chronicles) jako Vernon
- 2013: Jobs jako Daniel Kottke
- 2014: Transcendencja (Transcendence) jako James Thomas
- 2015: Zjawa (The Revenant) jako Jones
- 2018: Wdowy (Widows) jako David
- 2018: Pierwszy człowiek (First Man) jako Michael Collins

### seriale TV
- 1985: Niesamowite historie (Amazing Stories) jako Brian Globe
- 1993: Kroniki młodego Indiany Jonesa (The Young Indiana Jones Chronicles) jako Norman Rockwell
- 2001: Nagi patrol (Son of the Beach) jako Krazy
- 2002: Słowami Ginger (As Told by Ginger) jako Jake (głos)
- 2003: Liga Sprawiedliwych (Justice League) jako szeregowy (głos)
- 2005: Zabójcze umysły (Criminal Minds) jako Clerk
- 2005: 24 godziny (24) jako Andrew Paige
- 2007: Dirt jako Marqui Jackson
- 2008: Ekipa (Entourage) jako L.B.
- 2013: Touch jako Calvin Norburg